# Hugo Latulippe
Pour les articles homonymes, voir Latulippe.
Vous pouvez aider à l'améliorer ou bien discuter des problèmes sur sa page de discussion.
- Cet article biographique nécessite des références supplémentaires pour assurer sa vérifiabilité. (Marqué depuis janvier 2020)
- Sa forme n’est pas encyclopédique et ressemble trop à un curriculum vitæ. Modifiez le texte pour aider à le transformer en article neutre. (Marqué depuis juin 2020)

- Archive Wikiwix
- Bing
- Cairn
- DuckDuckGo
- E. Universalis
- Gallica
- Google
- G. Books
- G. News
- G. Scholar
- Persée
- Qwant
- (zh) Baidu
- (ru) Yandex
- (wd) trouver des œuvres sur Wikidata

Hugo Latulippe est un cinéaste, producteur, auteur et homme politique québécois né le 10 juin 1973 à Lac-Beauport (Québec).

## Biographie
Après des études en arts et cinéma, il participe à La Course destination monde de Radio Canada. Reçu « artiste-résident » au Studio culture et expérimentation de l’Office national du film du Canada en 1996, il apprend son métier auprès de figures importantes du cinéma-direct québécois, dont Pierre Perrault, Serge Giguère, Tahani Rached, André Gladu et Michel Brault.
Ses films ont été sélectionnés dans les plus prestigieux festivals internationaux dont le Festival de Cannes, Sundance, le Festival international du film documentaire d'Amsterdam, Visions du Réel (Nyon), Festival du nouveau cinéma et RIDM (Montréal) et Hot Docs (Toronto) et se sont mérités de nombreuses distinctions au Québec dont le Prix Jutra et une dizaine de Prix Gémeaux ainsi qu’une vingtaine de prix à travers le monde.
En 2005, Latulippe fonde la compagnie montréalaise Esperamos qui produit les films de plusieurs cinéastes de sa génération tels que Anaïs Barbeau-Lavalette, Simon Beaulieu, Sophie Deraspe, Émile Proulx-Cloutier, Francine Pelletier, Mathieu Roy et Pascal Sanchez. Les projets Esperamos, tournés au Québec et à travers le monde, ont pour point focal  « les grandes questions de notre temps ». Esperamos a pour principaux partenaires d’affaires les chaînes québécoises et canadiennes. Après avoir dirigé l’entreprise pendant 12 ans, il vend ses parts au Groupe Fair-Play afin de se consacrer à ses projets de films personnels.
Il est président de l'Observatoire du documentaire (2014-2019), qui regroupe les principales associations professionnelles et institutions qui font le documentaire au Canada. Son mandat est marqué par de nombreuses représentations auprès des commissions et instances politiques québécoises et canadiennes afin d’inscrire le documentaire dans les priorités ministérielles. C’est sur sa recommandation que le ministre québécois de la Culture et des Communications consacre le film Pour la suite du monde « Évènement historique du patrimoine immatériel » lors du gala annuel des prix Iris 2017. 
Il est nommé directeur général du Festival de cinéma de la ville de Québec (FCVQ) en 2023.  
Hugo Latulippe agit comme conseiller à la scénarisation sur de nombreuses productions. Il siège sur plusieurs jurys nationaux et internationaux. Il enseigne ponctuellement le cinéma documentaire à l'Institut national de l'image et du son (INIS) de Montréal et dans divers collèges et universités du Québec et du Canada. En 2022, il cofonde le Festuaire de Cacouna avec le chorégraphe Paul-André Fortier et l'artiste peintre Stéphanie Robert, un festival multi-arts qui se tient annuellement en juillet dans le Bas-Saint-Laurent. 

## Carrière politique
Connu pour ses positions toniques sur les questions sociales, culturelles et écologiques, Hugo Latulippe manifeste dès 2013 sa volonté de s'impliquer en politique active.
Lors des élections canadiennes de 2019, il est le candidat du NPD dans la circonscription fédérale de Montmagny—L'Islet—Kamouraska—Rivière-du-Loup. Il termine au quatrième rang, avec près de 5000 voies de retard sur son plus proche rival, le libéral Aladin Legault D'Auteuil. 
Il fait partie du comité de pilotage de la première FabRégion au Canada ; un projet visant à rendre le Bas-Saint-Laurent autonome à 50 % sur les plans alimentaire, manufacturier et énergétique d'ici 2054. Il siège sur le conseil d'administration de Culture Bas-Saint-Laurent de 2021 à 2022.

## Vie privée
Il est fiancé à l'artiste-peintre Stéphanie Robert et père de deux enfants, Alphée et Colin, issus d'une précédente relation avec la militante sociale et environnementaliste Laure Waridel.

## Filmographie

### En tant que réalisateur
- 1994 : L'Appel de Lamotte (court métrage)
- 1994-1995 : Course destination monde (série documentaire)
- 1996-1997 : Bons baisers d’Amérique (série télévisée)
- 1999 : Voyage au nord du monde
- 2001 : Bacon, le film
- 2004 : Ce qu'il reste de nous
- 2005 : Maestro (Requiem pour l’humanité) (documentaire télévisé)
- 2008 : Manifestes en série (série documentaire 8 X 1 heure)
- 2008 : Le Reel du fromager
- 2011 : République: un abécédaire populaire
- 2012 : Alphée des étoiles (en)
- 2015 : Le Théâtre des opérations (série documentaire 8 X 1 heure)
- 2016 : Félix dans la mémoire longtemps
- 2018 : Troller les trolls (avec Pénélope McQuade)
- 2018 : La Planète du Petit Prince
- 2022 : Je me soulève
- 2024 : Bonheur intérieur brut (série documentaire TV5 MONDE - 10 X 1 heure)

### En tant que scénariste
- 1999 : Voyage au nord du monde
- 2003 : L’Homme-Char
- 2004 : Ce qu'il reste de nous
- 2005 : Maestro (Requiem pour l’humanité) (documentaire télévisé)
- 2008 : Manifestes en série (série documentaire)
- 2008 : Le Reel du fromager
- 2008 : Mer de Dieu
- 2009 : Citizen One
- 2009 : Apocalypse noire
- 2011 : République: un abécédaire populaire
- 2012 : Alphée des étoiles
- 2015 : Le Théâtre des opérations (série documentaire)
- 2016 : Félix dans la mémoire longtemps
- 2018 : Troller les trolls
- 2018 : La planète du Petit Prince
- 2022 : Je me soulève
- 2024 : Bonheur intérieur brut (série documentaire TV5 MONDE - 10 X 1 heure)

### En tant que producteur
- 2008 : Manifestes en série (série documentaire)
- 2010 : La part d'ombre de Charles Gervais
- 2010 : La Reine malade de Pascal Sanchez
- 2011 : République: un abécédaire populaire
- 2012 : Alphée des étoiles
- 2013 : Hors-Combat de François Méthé
- 2014 : Suuhk! Suuhk! Hockey de Vincent Audet-Nadeau
- 2014 : Love under cuban skies de Wendy Champagne
- 2014 : Miron : Un homme revenu d'en-dehors du monde de Simon Beaulieu
- 2015 : Loto Québec : la morale de l’argent de Francine Pelletier
- 2015 : Le Théâtre des opérations (série documentaire)
- 2015 : Le Plancher des vaches de Anaïs Barbeau-Lavalette et Émile Proulx-Cloutier
- 2015 : Le Profil Amina de Sophie Deraspe
- 2016 : Félix dans la mémoire longtemps
- 2024 : Bonheur intérieur brut (série documentaire TV5 MONDE - 10 X 1 heure)

### En tant qu'acteur
- 2012 : Alphée des étoiles : lui-même
- 2015 : Loto Québec : la morale de l’argent de Francine Pelletier (Narrations)
- 2020 : Ça change quoi? : La crise climatique vue du Bas-Saint-Laurent (série documentaire16 X 30 minutes)
- 2024 : Bonheur intérieur brut (série documentaire TV5 MONDE - 10 X 1 heure)

### En tant que commissaire d'exposition
- 2016-2017 : 25 X La Révolte ! (Musée de la civilisation, Québec, Canada)

## Distinctions

### Prix
- Festival des films du monde de Montréal 1994 : prix du meilleur court métrage pour L'Appel de Lamotte
- Prix Gémeaux 2001 : Meilleure recherche documentaire pour Bacon, le film
- Festival international canadien du documentaire Hot Docs 2002 : Silver award – People’s Choice  pour Bacon, le film
- Les Rendez-vous du cinéma québécois 2002 : Mention spéciale du jury – Prix Pierre et Yolande Perrault pour Bacon, le film
- Atlantic Film Festival (en) 2004 : prix de Best Canadian Feature Film et People’s choice Award pour Ce qu'il reste de nous
- Festival du film de Hollywood 2004 (États-Unis) : prix du meilleur documentaire pour Ce qu'il reste de nous
- Festival international du film de Toronto 2004 : «Top Ten - Films of the year» pour Ce qu'il reste de nous
- Prix Luc-Perreault 2004, Association québécoise des critiques de cinéma pour Ce qu'il reste de nous
- Festival international du film de Vancouver 2004 : prix du film Canadien et People’s choice Award pour Ce qu'il reste de nous
- Gala du cinéma québécois 2005 : prix JUTRA du meilleur documentaire pour Ce qu'il reste de nous
- Telluride Mountain Film Festival 2005 (États-Unis) : Meilleur film pour Ce qu'il reste de nous
- Festival de films sur les droits de la personne de Montréal 2006 : Prix du Public Amnistie Internationale pour Ce qu'il reste de nous
- Festival du film et forum international sur les droits humains de Genève 2006 : Grand Prix Sergio Vieira de Mello pour Ce qu'il reste de nous
- Prix Gémeaux 2006 : Meilleur reportage Le visage que j'avais (Catherine Hébert)
- Prix Gémeaux 2009 : Meilleur scénario documentaire Ce qu'il reste de nous
- Rencontres internationales du documentaire de Montréal 2010: Prix ÉcoCaméra pour La Reine malade
- Prix Gémeaux 2011 : Meilleur documentaire Nature & Science pour La Reine malade & Meilleur montage image et meilleur son pour La Part d’ombre
- Festival de films pour l'environnement 2012 : Grand Prix pour République : un abécédaire populaire
- Festival Vues sur Mer de Gaspé 2012 : Grand Prix pour République : un abécédaire populaire
- Baja Fim Festival 2013 (Mexico): Mention spéciale du jury pour Alphée des étoiles
- Festival international canadien du documentaire Hot Docs 2013 (Toronto) : Meilleur documentaire Canadien pour Alphée des étoiles
- Festival international du film francophone de Namur 2013 (Belgique) : Prix du public pour Alphée des étoiles
- Festival Vues sur mer 2013 : Grand Prix pour Alphée des étoiles
- Prix Gémeaux 2013 : Meilleur projet webdoc convergent pour Alphée des étoiles
- JAPAN Prize 2013 : Prix du Président de la NHK pour Alphée des étoiles
- Prix Numix 2013 : Meilleur webdoc-convergence pour Alphée des étoiles
- Visions du réel 2013 (Nyon, Suisse) : prix du public pour Alphée des étoiles
- American Documentary Film Festival 2014 (Palm Spring, Ca) : Prix « Best Foreign Feature Documentary » pour Alphée des étoiles
- Festival international du cinéma francophone en Acadie 2014 : Prix du meilleur long métrage documentaire pour Miron : Un homme revenu d'en-dehors du monde
- Festival international du film de Baie-Comeau 2014 : Prix Outarde « Coup de cœur du public » pour Alphée des étoiles
- Festival Signes de nuit à Paris 2014 : grand prix du festival pour Miron : Un homme revenu d'en-dehors du monde
- Prix Gémeaux 2015 : Meilleur documentaire (Société) Miron : Un homme revenu d'en-dehors du monde
- Festival international canadien du documentaire Hot Docs 2015 : Spécial Jury Prize pour Le Profil Amina
- Prix Gémeaux 2016 : Meilleur documentaire (Société) pour Le Profil Amina
- Japan Prize 2016 : NHK’s Grand Prize pour Le Profil Amina
- Prix Télé-Québec - 2017 Coup de cœur du Jury Société des Musées du Québec (SMQ) pour l'exposition 25 X La Révolte! au Musée de la civilisation de Québec
- 40e Festival international des films sur l'art de Montréal (FIFA, 2022) - Meilleur long métrage canadien - Je me soulève

### Nominations
- Festival de Cannes 2004 : Sélection Officielle dans la section Un certain regard pour Ce qu'il reste de nous
- Prix Génie 2005 : Meilleur documentaire pour Ce qu'il reste de nous
- Prix Gémeaux 2008 - Meilleur documentaire pour Le Réel du fromage / Meilleure série documentaire, meilleure réalisation, meilleurs textes, meilleur son, meilleure direction-photo, meilleur montage et meilleure musique pour Manifestes en série
- Prix Gémeaux 2009 : Meilleur scénario : documentaire, meilleur documentaire : société, meilleure direction photographique et meilleur montage pour Ce qu'il reste de nous
- Prix Gémeaux 2011 : Meilleur documentaire: Société pour La part d'ombre
- Festival international canadien du documentaire Hot Docs 2013 : prix spécial du jury pour Alphée des étoiles
- Prix Gémeaux 2013 : Meilleur documentaire pour République : un abécédaire populaire
- Gala du cinéma québécois 2013 : Meilleur documentaire :: Alphée des étoiles
- Prix Écrans canadiens 2013 : Meilleur long métrage documentaire :: Alphée des étoiles
- Prix Génie 2013 : pour Alphée des étoiles
- Festival du film de Sundance 2015 : Sélection Officielle pour A Gay Girl in Damascus (Sophie Deraspe)
- Prix Gémeaux 2017 pour Félix dans la mémoire longtemps (Meilleur documentaire, Meilleur scénario, Meilleur son)
- Prix Gémeaux 2019 pour La Planète du Petit Prince (Meilleur documentaire, Meilleure réalisation)
- Prix Gémeaux 2019 pour Troller les trolls  (Meilleure recherche documentaire - Alix Gagnon)
- Film d'Ouverture du 40e Festival international des films sur l'art de Montréal (FIFA - Compétition Officielle 2022) - Je me soulève
- Prix Gémeaux 2023 : Meilleur documentaire - Je me soulève

## Publications
- 1995 : La Course destination monde Livre-journal. Éditions Tricycle.
- 2002 : Bacon, le livre, Carnets de résistance. Essai politique. Éditions L'Effet pourpre.
- 2002 : Monsieur Félix Nouvelle. Revue Liberté.
- 2008 : Le Corps de la horde Poésie. (Quelque part au début du XXIe siècle). Éditions de la Pastèque.
- 2008 : 100 000 vœux, Texte écrit et joué sur scène avec Laure Waridel à l’invitation de Diane Dufresne, lors du spectacle de fermeture des 20e Francofolies de Montréal ; Terre planète bleue, 3 août 2008
- 2008 : La Vraie Nature de la boulangerie Poésie. En collaboration avec Laure Waridel.  (La vie est belle !) Éditions FIDES.
- 2008 : Prière pour les artistes, au temps de Stephen Harper
- 2007-2010 : Mettre le feu, duo avec le guitariste Alain Auger, musique et poésie originale
- 2010 : Caméra Lucida ( avec Thierry Ducharme), Éditions La Peuplade, 2010
- 2010-2014 : Participation et lecture sur scène de 4 textes dramatiques originaux, Festival Jamais Lu (Montréal)
- 2015 : La Vie habitable (Éd. Atelier 10, Véronique Côté - collaboration)
- 2015  : La Fête sauvage (Éd. Atelier 10, Véronique Côté - collaboration)
- 2019  : Pour nous libérer les rivières - Plaidoyer en faveur de l'art dans nos vies (Éd. Atelier 10 - avec des oeuvres de Stéphanie Robert)[16]